# Hasan ibn Uways
Shaykh Hasan ibn Uways Jalayr (+ 27 d'octubre de 1374), fou un príncep jalayírida, fill gran de Uways ibn Hasan (Uways I). El seu pare li va encarregar diverses missions i va exercir el govern en la seva absència esdevenint molt impopular.
El setembre de 1374 Uways I va contreure una greu malaltia de la que va acabar morint poc després. Els afers corrents van quedar en mans del seu fill Husayn. Al cap d'uns dies els amirs li van demanar quina era la seva voluntad i va designar com a hereu al seu fill Husayn (favorit dels amirs) amb el germà gran d'aquest, Shaykh Hasan, com a governador de Bagdad; els amirs van objectar que el germà gran no acceptaria aquest acord i Uways els va dir que ja ho sabia, cosa que els emirs van interpretar com el permis per fer el que volesin amb Hasan.
Poc després que Uways perdès la capacitat de parlar, Hasan fou arrestat. Uways va morir el 26 d'octubre del 1374 i la mateixa nit (26 a 27 d'octubre) Shaykh Hasan va morir al palau de Dumiskh a mans dels amirs (generals) i Shaykh Husayn ibn Uways fou proclamat com a sultà únic.